# Thor: Love and Thunder
Thor: Love and Thunder (titulada Thor: amor y trueno en Hispanoamérica) es una película de superhéroes estadounidense de 2022 basada en Marvel Comics, con el personaje Thor. Producida por Marvel Studios y distribuida por Walt Disney Studios Motion Pictures, es la secuela de Thor: Ragnarok (2017) y la vigésima novena película del Universo cinematográfico de Marvel (UCM). La película está dirigida por Taika Waititi, quien coescribió el guion con Jennifer Kaytin Robinson, y es protagonizada por Chris Hemsworth como Thor, junto a Christian Bale, Tessa Thompson, Jaimie Alexander, Waititi, Russell Crowe y Natalie Portman. En la película, Thor intenta encontrar la paz interior, pero debe volver a la acción y reclutar a Valkyria (Thompson), Korg (Waititi) y Jane Foster (Portman), que ahora es Mighty Thor, para evitar que Gorr el Carnicero de Dioses (Bale) elimine a todos los dioses.
Hemsworth y Waititi habían hablado sobre regresar para una secuela de Thor: Ragnarok en enero de 2018. Love and Thunder se anunció oficialmente en julio de 2019, con Hemsworth, Waititi y Thompson regresando a la franquicia, junto a Portman, que no apareció en Ragnarok. Waititi quería diferenciar Love and Thunder de Ragnarok, buscando hacer una película romántica y una aventura inspirada en la década de 1980. Adaptó elementos del cómic de Jason Aaron Mighty Thor, que ve a Foster asumir el manto y los poderes de Thor mientras sufre de cáncer. Jennifer Kaytin Robinson se unió a la película en febrero de 2020, y se revelaron otros integrantes del casting más tarde ese año, incluida la aparición de los Guardianes de la Galaxia. Se esperaba que la producción comenzara a fines de 2020, pero se retrasó debido a la pandemia de COVID-19. El rodaje finalmente comenzó en enero de 2021 en Sídney, Australia, y concluyó a principios de junio de ese año.
Thor: Love and Thunder tuvo su estreno en El Capitan Theatre en Hollywood, Los Angeles. el 23 de junio de 2022 y se estrenó en los Estados Unidos el 8 de julio de 2022, como parte de la Fase Cuatro del UCM. La película recibió críticas mixtas de los críticos, quienes elogiaron la película por su alegría, secuencias de acción y las actuaciones de Hemsworth, Bale y Portman, pero criticaron el guion y las inconsistencias tonales; mientras que su humor y efectos visuales fueron recibidos con respuestas polarizadas, muchos críticos consideraron que la película era inferior a Ragnarok. Love and Thunder recaudó $760 millones de dólares en todo el mundo, lo que la convierte en la octava película más taquillera de 2022, así como la segunda película más taquillera de la franquicia Thor.

## Argumento
Gorr y su hija, Love, los últimos de su raza, luchan por sobrevivir en un desierto árido. A pesar de sus oraciones a su dios, Rapu, Love muere. La Necroespada que mata dioses llama a Gorr y lo lleva al exuberante reino de Rapu. Después de que Rapu se burla cruelmente y descarta la difícil situación de Gorr, él renuncia al dios y Rapu lo estrangula. La Necroespada se ofrece a Gorr, quien mata a Rapu con ella y jura matar a todos los dioses. A Gorr se le otorga la capacidad de manipular sombras y producir monstruos, pero está maldito con una muerte inminente y corrupción bajo la influencia de la espada.
Thor, quien se ha unido a los Guardianes de la Galaxia después de la batalla de los Vengadores contra Thanos, se entera de una señal de socorro de Sif. Se separa del equipo y encuentra a una Sif herida, quien advierte que el próximo objetivo de Gorr es Nuevo Asgard. Mientras tanto, la Dra. Jane Foster, la exnovia de Thor, ha sido diagnosticada con cáncer terminal en etapa cuatro. Con el tratamiento médico demostrando ser ineficaz, ella viaja a Nuevo Asgard con la esperanza de que el martillo de Thor, Mjolnir, que previamente fue destruido por Hela, podría curarla.
Debido a un encantamiento que Thor, sin saberlo, colocó en él años antes para proteger a Foster, Mjolnir se vuelve a forjar y se une a ella. Thor llega a Nuevo Asgard justo cuando comienza el ataque de Gorr. Thor se sorprende al encontrar a Foster empuñando a Mjolnir, pero se une a ella, Valkyrie y Korg para luchar contra Gorr. El grupo frustra a Gorr, pero él escapa, secuestrando a varios niños asgardianos y los encarcela en el Reino de las Sombras. El grupo viaja a la Ciudad Omnipotencia para advertir a los otros dioses y pedirles ayuda para crear un ejército. El líder de los dioses, Zeus, no está dispuesto a ayudar, pensando que pueden permanecer a salvo y escondidos de Gorr en la Ciudad; también cree que Gorr no podrá lograr su objetivo declarado de visitar el reino de Eternidad, donde se le concederá un deseo, presumiblemente destruir a todos los dioses. Como medida de seguridad, Zeus ordena la captura del grupo para evitar que expongan la ubicación de la Ciudad a Gorr. Cuando Zeus hiere a Korg, Thor empala a Zeus con su rayo, que Valkyrie roba antes de escapar para enfrentarse a Gorr en el Reino de las Sombras. En el camino, Thor se entera del diagnóstico de cáncer de Foster.
El grupo llega al Reino de las Sombras pero no puede localizar a los niños. Foster ve dibujos antiguos que representan el hacha de batalla, el Stormbreaker de Thor como una forma de convocar al Bifrost para ingresar a Eternidad, y deduce la trampa tendida por Gorr. Ella tira el Stormbreaker para evitar que Gorr acceda a él. Sin embargo, Gorr domina al grupo y amenaza con matar a Foster, lo que obliga a Thor a convocarlo de nuevo. Gorr roba con éxito Stormbreaker y hiere a Valkyrie antes de que una Foster debilitada se derrumbe.
Al viajar de regreso a Nuevo Asgard, Thor descubre que la forma Thor de Foster no permite que su cuerpo combata el cáncer de forma natural. Debido a esto, Thor viaja solo al altar de Eternidad y, usando el rayo de Zeus, imbuye a los niños con su poder para luchar contra los monstruos de Gorr mientras él lucha contra Gorr. Cuando Foster siente que Gorr está a punto de matar a Thor, se une a la batalla con el Mjolnir para salvarlo. Destruyen la Necroespada, liberando a Gorr de su influencia, pero los tres son llevados al reino de Eternidad. Con Gorr listo para pedir su deseo, Thor le implora que reviva a su hija en lugar de destruir a los dioses. Thor luego deja que Gorr tome su decisión y atiende a Foster, quien sucumbe a su enfermedad y muere en sus brazos. Conmovido por su exhibición, Gorr desea que Eternidad reviva a Love, su hija, que se lo concede. Cuando Gorr muere a causa de la maldición, le pide a Thor que cuide de Love.
Posteriormente, los niños regresan a Nuevo Asgard, donde Valkyrie y Sif comienzan a entrenarlos, y se construye un monumento en honor a Foster. Thor adopta a Love, quien se une a él en sus actos heroicos, con Thor empuñando al Mjolnir y Love, el Stormbreaker.
En una escena de mitad de los créditos, de vuelta en Ciudad Omnipotencia, Zeus en recuperación envía a su hijo Hércules a matar a Thor. En una escena posterior a los créditos, Foster llega a las puertas del Valhalla, donde Heimdall le da la bienvenida.

## Reparto
- Chris Hemsworth como Thor:
Un Vengador y ex rey de Asgard, basado en la deidad mitológica homónima.[6] El director Taika Waititi dijo que Thor está pasando por una crisis de la mediana edad en la película, ya que "solo está tratando de descubrir su propósito, tratando de descubrir exactamente quién es y por qué es un héroe o si debería ser un héroe".[7] Thor tiene un gran tatuaje en la espalda que recuerda a sus familiares y amigos que murieron anteriormente.[8] Los hijos gemelos de Hemsworth, Sasha y Tristan, interpretan a Thor cuando era niño.[9]
- Christian Bale como Gorr el Carnicero de Dioses:
Un portador de la Necroespada, que está lleno de cicatrices y manipulador de sombras que busca la extinción de los dioses.[10][11] Waititi describió a Gorr como "muy formidable" y con capas.[12] Bale sintió que el personaje tenía una "especie de actitud leve de Nosferatu", y se inspiró para él en el video de Aphex Twin de la canción «Come To Daddy» (1997).[13] Waititi optó por cambiar los rasgos faciales de Gorr en la película, ya que su aspecto original en los cómics se parece a Lord Voldemort de la serie de películas de Harry Potter.[14] Odd Studio creó el maquillaje práctico de Gorr.[15]
- Tessa Thompson como Valquiria:
La rey de Nuevo Asgard,[nota 3] basada en el ser mitológico Brunilda.[6][10][16] Thompson y el productor Kevin Feige dijeron que la bisexualidad del personaje se abordaría con esta aparición.[17][18] Waititi dijo que Valkyrie tuvo que adaptarse a los aspectos burocráticos de gobernar, lejos del campo de batalla, como lidiar con la infraestructura y la economía de Nuevo Asgard y recibir delegados de otros países.[12]
- Jaimie Alexander como Sif: Una guerrera Asgardiana, amiga de la infancia de Thor, basada en la deidad homónima.[19]
- Taika Waititi como Korg: Un gladiador Kronan que es amigo de Thor.[20] Waititi también da voz al dios de Kronan, Ninny of the Nonny.[21]
- Russell Crowe como Zeus: El rey de los dioses Olímpicos, basado en la deidad de la mitología griega homónima.[22][23] Crowe quería interpretar el papel con acento griego, pero Waititi pensó que sonaría "demasiado tonto", por lo que hizo que Crowe interpretara tanto el acento griego como el británico,[24] y Waititi sugirió que el británico acento sea similar al que Crowe usó para Maximus Decimus Meridius en Gladiator (2000).[25] Waititi finalmente concluyó que Crowe tenía razón y usó el acento griego en la película final.[24]
- Natalie Portman como Jane Foster / Mighty Thor:
Una astrofísica y exnovia de Thor que se somete a un tratamiento contra el cáncer y que obtiene poderes para convertirse en Mighty Thor empuñando un Mjolnir reconstruido, el martillo que antes empuñaba Thor.[10][6][26] Portman, que no apareció en la película anterior Thor: Ragnarok (2017), accedió a regresar después de una reunión con Waititi,[27] quien dijo que el regreso de Foster a la vida de Thor después de ocho años sería un gran ajuste para él, ya que ella ha tenido otra vida sin él. Waititi agregó que Foster apareciendo vestida como Thor sería una "verdadera locura" para él.[28] En preparación para su papel, Portman se llevó un Mjolnir de utilería a casa para practicar su uso en sus acrobacias.[29]

Además, los Guardianes de la Galaxia aparecen en la película, con Chris Pratt, Karen Gillan, Dave Bautista, Pom Klementieff, Sean Gunn, Vin Diesel, y Bradley Cooper, que retoman sus respectivos papeles del UCM como Peter Quill / Star-Lord, Nebula, Drax el Destructor, Mantis, Kraglin Obfonteri, Groot, y Rocket. Matt Damon, Sam Neill y Luke Hemsworth como actores asgardianos interpretando respectivamente a Loki, Odín y Thor de Ragnarok, con Melissa McCarthy uniéndose a ellos como una actriz interpretando a Hela, y el esposo de McCarthy, Ben Falcone como director de escena. Miek, que apareció anteriormente en Ragnarok y Avengers: Endgame (2019) a través de CGI, tiene la voz de Stephen Murdoch, mientras que Carly Rees proporciona la actuación de captura de movimiento para el personaje. También regresan de medios anteriores del MCU, Kat Dennings y Stellan Skarsgård como los colegas de Foster, Darcy Lewis y Erik Selvig, respectivamente, e Idris Elba como Heimdall en las escena poscréditos. Daley Pearson aparece como el guía turístico de Nuevo Asgard, Darryl Jacobson, después de interpretar el papel por primera vez en la serie de cortometrajes Team Thor de Marvel Studios. Imágenes de archivo de películas anteriores del UCM de Tom Hiddleston como Loki, Anthony Hopkins como Odin, Rene Russo como Frigga, Ray Stevenson como Volstagg, Tadanobu Asano como Hogun, y Zachary Levi como Fandral aparece al comienzo de la película. Chanique Greyling interpreta a una Frigga joven durante una secuencia de flashback.
Las deidades presentadas en la película incluyen Simon Russell Beale como el dios olímpico Dionysus, Jonathan Brugh (que apareció en la película de 2014 de Waititi, What We Do in the Shadows) como Rapu, un dios del planeta natal de Gorr que se convierte en su primera víctima, Akosia Sabet como Bast, una diosa que es miembro de los panteones Heliopolitano y Wakandiano, Kuni Hashimoto como el dios japonés Jademurai, y Carmen Foon como la diosa romana Minerva. También aparecen en la película Kieron L. Dyer como Axl, el hijo de Heimdall, India, la hija de Chris Hemsworth como Love, la hija de Gorr, y Stephen Curry como Yakan, el gobernante del planeta Indigarr. Los cameos en la película incluyen a los hijos de Bale, Portman y Waititi como niños de Nuevo Asgard, la esposa de Hemsworth, Elsa Pataky como la mujer lobo que fue una de las amantes anteriores de Thor, Indiana Evans como una de las Zeusettes, Jenny Morris como una ciudadana de Nuevo Asgard, Chloé Gouneau como la madre de Foster, Elaine, en una secuencia de flashback, Dave Cory como Dwayne, un Kronan que se convierte en el socio de Korg en una relación romántica, y Brett Goldstein como el hijo de Zeus, Hércules en la escena de mitad de créditos.
Jeff Goldblum y Peter Dinklage originalmente estaban programados para repetir sus respectivos roles como Gran Maestro de medios anteriores del MCU y Eitri de Avengers: Infinity War (2018), pero sus escenas fueron eliminadas del estreno en cines. Lena Headey también iba a aparecer en la película, pero sus escenas también fueron eliminadas.

## Producción

### Desarrollo

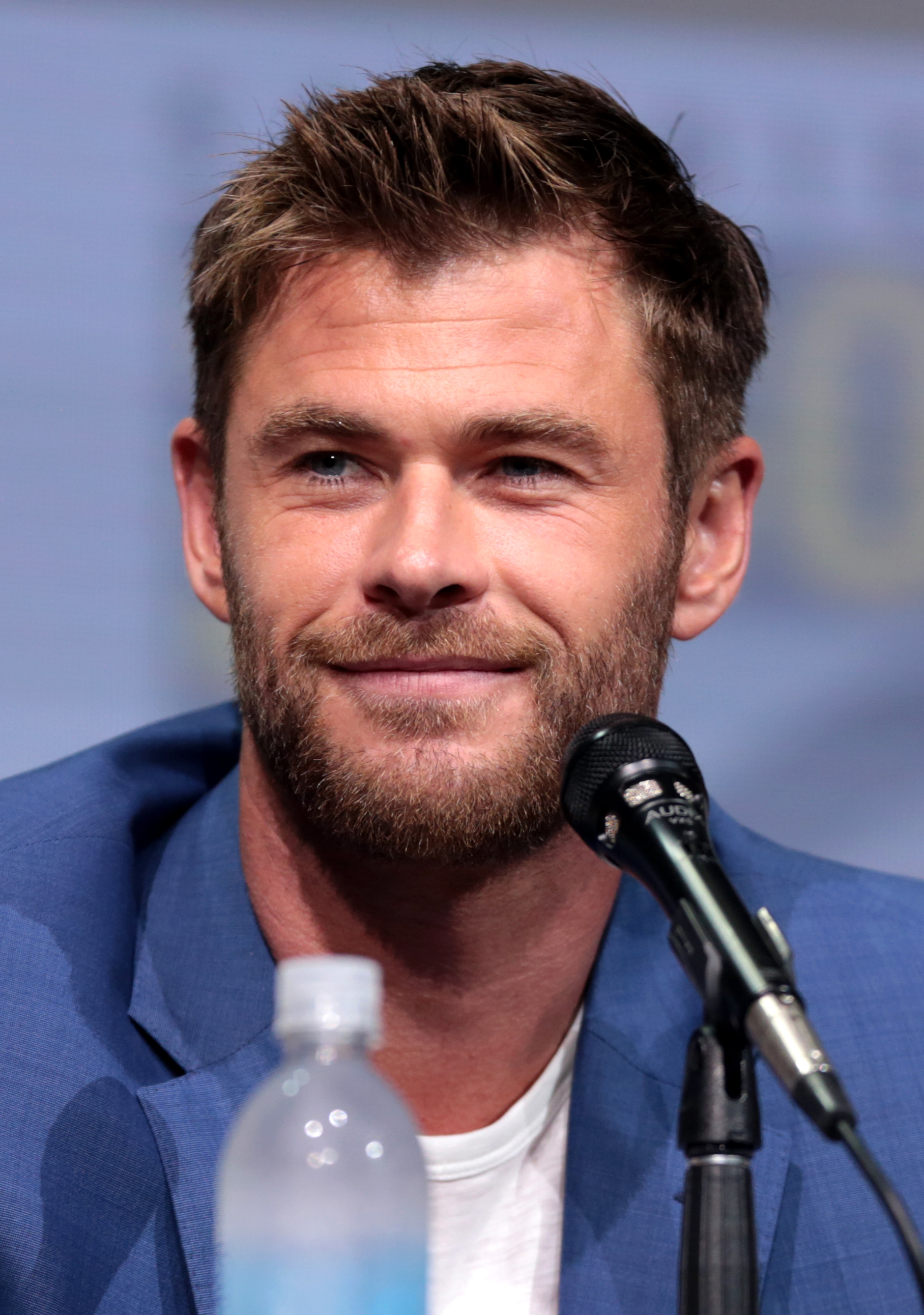
Chris Hemsworth regresa como Thor, el protagonista de la cinta.

Poco después del estreno de la tercera película Thor, Thor: Ragnarok, en noviembre de 2017, el director de esa película, Taika Waititi, y los ejecutivos de Marvel Studios se reunieron para discutir ideas para otra película, que recibió luz verde luego de las respuestas positivas a Ragnarok. Chris Hemsworth indicó en enero de 2018 que estaba interesado en seguir interpretando a Thor, a pesar de que su contrato con Marvel Studios estaba programado para concluir con su participación en Avengers: Endgame (2019). Para entonces, Hemsworth y Waititi habían discutido lo que querrían en una posible cuarta película Thor, y Hemsworth dijo un mes después que consideraría interpretar de nuevo a Thor si hubiera «otro gran guion». Para abril de 2019, Tessa Thompson, quien interpretó a Valquiria en las películas del UCM, creía que una idea se había ido pensando para una secuela de Ragnarok que involucraba el regreso de Waititi. Hemsworth dijo que interpretaría al personaje mientras el tiempo se lo permitiese, acreditando a Waititi por revitalizar su interés en el personaje después de que se agotó y se sintió decepcionado antes de hacer Ragnarok.
En julio de 2019, Waititi firmó oficialmente un acuerdo para escribir y dirigir una cuarta película de Thor, y se esperaba que Hemsworth repitiera su papel. Waititi no estaba interesado en repetir lo que hizo con Ragnarok, sino que quería hacer "algo más interesante para mí mismo para mantener todo encendido y asegurarme de que me siento creativamente estimulado". Más tarde, en la Convención Internacional de Cómics de San Diego, el presidente de Marvel Studios, Kevin Feige anunció la película como Thor: Love and Thunder, con fecha de estreno para el 5 de noviembre de 2021. Se confirmó que Hemsworth y Thompson regresarían, junto con Natalie Portman, retomando su papel de Jane Foster de Thor (2011) y Thor: The Dark World (2013). Hemsworth, quien también se desempeñaría como productor ejecutivo en Love and Thunder, recibió $20 millones para protagonizar la película, un aumento de salario de los $15 millones que ganó por cada una de sus apariciones en Ragnarok, Avengers: Infinity War (2018) y Avengers: Endgame. Portman accedió a regresar a la franquicia después de una única reunión con el director, en la que le interesó ofreciéndole volver a interpretar al personaje de una manera diferente y fresca, con una "licencia para ser aventurera y divertida, y graciosa". Tessa y Feige declararon que la bisexualidad de Valquiria se abordaría en la secuela, de forma retroactiva, convirtiéndola en el primer superhéroe LGBTQ de Marvel Studios. Brad Winderbaum, de Marvel Studios, se desempeñó como productor junto a Feige.
Don Harwin, el ministro de las Artes del estado australiano de Nueva Gales del Sur, anunció a finales de julio de 2020 que Thor: Love and Thunder se filmaría en Fox Studios Australia en Sídney, al mismo tiempo que Shang-Chi y la leyenda de los Diez Anillos (2021), otra película de Marvel Studios, con el trabajo programado para comenzar en Love and Thunder allí en marzo de 2020, antes del inicio de la filmación en agosto de 2020. La producción recibió más de 24 millones de dólares australianos (17 millones de dólares estadounidenses) de subvenciones de los gobiernos de Australia y Nueva Gales del Sur. El vicepresidente de Marvel Studios, David Grant, dijo que rodar las dos películas, una tras otra, proporcionaría un «empleo continuo» para los equipos locales, y se esperaba que la cuarta entrega generase más de 178 millones de dólares australianos (127 millones de dólares estadounidenses) para la economía local. Grant agregó que el estudio trabajaría con «instituciones educativas locales para crear oportunidades de pasantías». Jeff Goldblum dijo en agosto de 2019 que existía la posibilidad de que pudiera repetir su papel de Ragnarok del Gran Maestro en la secuela, y Waititi confirmó en octubre que retomaría su propio papel de Korg de Ragnarok y Endgame. Christian Bale entró en conversaciones para unirse al elenco en enero de 2020, y se espera que la preproducción comience en abril. Thompson confirmó un mes después que Bale interpretaría al villano en la película, mientras que Vin Diesel, quien da voz a Groot en las películas del MCU, dijo que había hablado de la película con Waititi y le habían dicho Guardianes de la Galaxia aparecerían en ella. A principios de abril, Disney cambió gran parte de su lista de películas de la Fase Cuatro debido a la pandemia de COVID-19, moviendo la fecha de estreno de Thor: Love and Thunder al 18 de febrero de 2022. La preproducción de la película se retrasó debido a la pandemia y Waititi no estaba seguro de cuándo continuaría la producción. A finales de mes, Disney adelantó la fecha de estreno al 11 de febrero de 2022. En julio, el rodaje estaba previsto que comenzara a principios de 2021.

### Guion

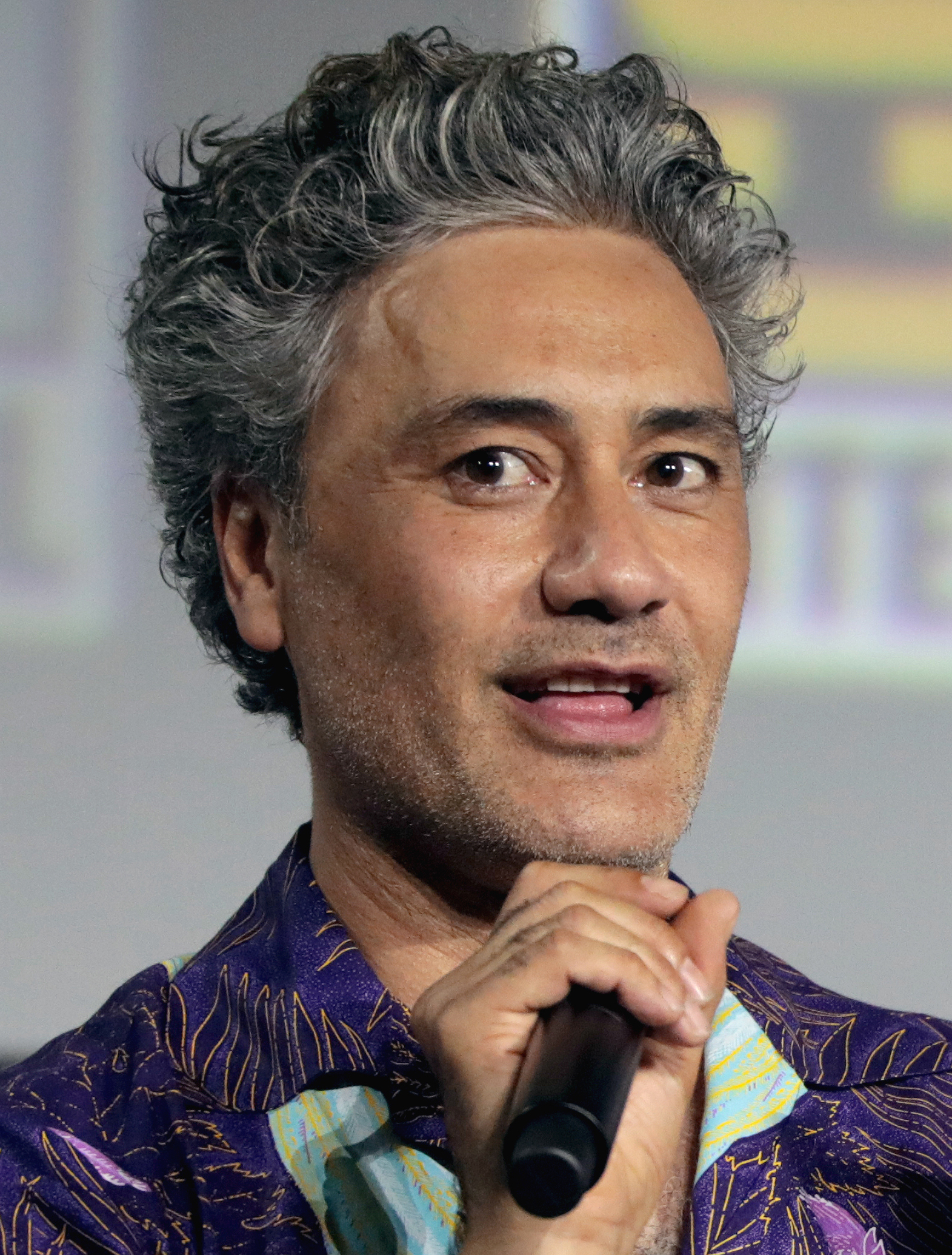
El escritor y director Taika Waititi en la Convención Internacional de Cómics de San Diego de 2019.

Al anunciar la película en julio de 2019, Waititi dijo que adaptaría elementos de los cómics de Mighty Thor de Jason Aaron, haciendo que Foster se convirtiera en una heroína llamada Mighty Thor. Feige dijo que la película incluiría muchos elementos de los cómics de Marvel, y que la historia de Foster convirtiéndose en Mighty Thor sería una parte importante, explicando que Marvel consideraba el cómic de Mighty Thor como uno de los mejores cómics de los últimos tiempos. Waititi leyó el cómic mientras trabajaba en Ragnarok, y cuando aceptó dirigir otra película Thor, le dijo a Marvel que quería incluir a Foster como Mighty Thor. El estudio acordó adaptar la historia de Mighty Thor e incluir a Portman luego de las discusiones con Waititi sobre a dónde podría conducir la historia. Waititi dijo que se mantuvieron cerca de la historia de Foster de esos cómics y trataron de adaptar sus mejores partes. También explicó que Thor tiene su hacha Stormbreaker y luego de ver a su martillo Mjolnir regresar "en manos de otra persona" y "ya no [siendo] su martillo" exploraría "la idea de que alguien está tomando su lugar", lo que sintió que algunos fanáticos asumieron que ocurriría, pero no lo creían como tal. Aaron se desempeñó como consultor en la película. A. C. Bradley, el escritor principal de la serie animada What If...?, presentó un episodio de esa serie en el que Foster se habría convertido en Thor, pero la idea fue rechazada porque la trama ya se estaba utilizando para Love and Thunder.
En agosto, se informó que Waititi había completado un guion para la película, pero lo negó más tarde en agosto. Mientras promocionaba su película Jojo Rabbit en octubre de ese año, Waititi dijo que había completado el primer borrador del guion, pero que la historia cambiaría durante el rodaje y la edición. No estaba seguro en ese momento si la película incluiría una historia en la que Foster sufre de cáncer de mama como lo sufre en la historia de su cómic, señalando que era una parte «realmente poderosa de los cómics». Natalie Portman aclaró más tarde que el tratamiento del cáncer de Foster se exploraría en la trama de la película. Waititi agregó que Marvel todavía estaba discutiendo sobre cuánto tiempo pasaría entre Avengers: Endgame y Thor: Love and Thunder, y que esto afectaría si Thor todavía tiene el peso adicional con el que se lo representa en la cuarta entrega de la saga de los Vengadores, lo que le valió los apodos de «Fat Thor» y «Bro Thor». Waititi notó que quería seguir cambiando las cosas con el superhéroe, ya que es lo que lo hacía interesante. La película está ambientada ocho años después de que Thor y Foster se separaran, alrededor de 2024. También reconoció que los fanáticos "shippean" a Valkyrie con Carol Danvers / Capitana Marvel, pero dijo que no tenía la intención de incluir una relación romántica entre esa pareja porque preferiría sorprender a los fanáticos que hacer algo por demanda popular. Jennifer Kaytin Robinson fue contratada para trabajar en el guion de la película con Waititi en febrero de 2020. Waititi recibió el único crédito de guion en el póster de la película, con Robinson acreditada con él por la historia, antes de que los créditos finales del Writers Guild of America West acreditaran tanto a Waititi como a Robinson como los escritores de la película.
Thor: Love and Thunder sigue a Thor mientras intenta encontrar la paz interior, pero debe volver a la acción y reclutar a Valkyrie, Korg y Foster para detener a Gorr el Carnicero de Dioses, que trata de eliminar a todos los dioses. Desde cuatro a cinco borradores del guion se habían completado para mediados de abril de 2020, cuando Waititi dijo que la secuela era «tan exagerada ahora de la mejor manera», y haría que Ragnarok se viese «ordinaria» al duplicar los recursos extravagantes que la tercera entrega posee. Quería subir la apuesta y hacer la película como si «los niños de 10 años nos dijeran lo que debería haber en una película y dijimos que sí a cada cosa». Waititi agregó que la película exploraría más la cultura Kronan de Korg e indicó que incluiría a la raza alienígena Space Sharks de los cómics. También expresó interés en incluir al personaje Beta Ray Bill en la película, pero en ese momento no estaba seguro de si lo haría. La película también presenta a Falligar the Behemoth, uno de los dioses asesinados por Gorr, la entidad cósmica que concede los deseos Eternidad, y las cabras mágicas de Thor, Toothgnasher y Toothgrinder, basadas en los animales de la mitología nórdica, Tanngnjóstr y Tanngrisnir, y Warsong, el corcel con alas de Valkyrie. El corcel fue renombrado de Aragorn como en los cómics a Warsong para Love and Thunder, después de aparecer previamente sin nombre en Ragnarok y Endgame. Waititi había planeado que Jesús hiciera un cameo como parte de un escena de corte repentino en la secuencia de la Ciudad Omnipotencia, después de que Valkyrie mencionara un "Dios de la Carpintería".
A fines de julio de 2020, Waititi dijo que habían estado escribiendo el guion de vez en cuando durante más de un año en ese momento, y estaba tomando otro paso esa semana. Dijo que el guion era muy romántico y explicó que quería hacer una película romántica porque quería hacer algo que no había hecho antes, y como tal, escribió la película como una historia de amor. Más tarde dijo que la película era "sobre el amor, con superhéroes y el espacio exterior", y que quería "adoptar esto que siempre desprecié un poco, explorar esta idea del amor y mostrar personajes que creen en el amor". Ese mismo mes, Chris Hemsworth dijo que Waititi todavía estaba escribiendo el guion y expresó su entusiasmo por hacer algo drásticamente diferente con su personaje después de interpretarlo en las películas anteriores. Waititi luego describió a Thor: Love and Thunder como la «película más loca que jamás había hecho» y explicó que cada elemento de la película estaba destinado a no tener sentido. Dijo que sería muy diferente de Thor: Ragnarok, con su propio «sabor distintivo», a la que llamó una ópera espacial de la década de 1970 con un tono festivo y de fiesta. Vio esta película como una aventura de la década de 1980, inspirándose en carteles de películas como Conan el Bárbaro (1982) y The Beastmaster (1982), así como arte visto en camionetas en Venice Beach, con las obras de Jack Kirby y la portada de las "viejas" novelas románticas de Mills & Boon también sirviendo como "piedras de toque visuales" para la película. Dijo que no era serio ni dramático, pero exploraba temas como el amor, la pérdida y "nuestro lugar en el mundo", mientras los personajes se hacían estas preguntas: "¿Cuál es tu propósito?, ¿cuál es la razón por la que eres un héroe?, y ¿qué haces cuando tienes estos poderes?". El final de la película que involucra a Love pasó por múltiples revisiones.
James Gunn, el escritor y director de las tres películas de Guardianes de la Galaxia, consultó sobre cómo se usaron los personajes de los Guardianes en Love and Thunder, con Gunn y Waititi discutiendo hacia dónde iban los personajes antes de que Waititi comenzara a escribir, y Waititi leyendo el guion de Gunn para Guardianes de la Galaxia vol. 3 (2023). Gunn luego leyó el guion de Love and Thunder de Waititi y compartió sus opiniones, con la posibilidad de que se hicieran algunos ajustes. En enero de 2021, Gunn declaró que los Guardianes estaban en buenas manos con Waititi, y luego elogió el trabajo de Waititi en el guion. Chris Pratt dijo que Love and Thunder continuaría la rivalidad entre el líder de los Guardianes, Peter Quill / Star-Lord y Thor que se estableció en Infinity War y Endgame, mientras que Karen Gillan dijo que Waititi sacó a relucir el "lado chiflado" de Nebula a través de su "pura agresión".

### Preproducción
La preproducción comenzó en Australia en octubre de 2020. Un mes después, Sse reveló que Chris Pratt retomaría su papel como el líder de los Guardianes de la Galaxia, Peter Quill / Star-Lord. Dada la naturaleza del conjunto de la película, se había sentido como si estuviese en el rodaje de una quinta entrega de Avengers. En diciembre de 2020, Kevin Feige reveló que el estreno de la película se había retrasado nuevamente hasta el 6 de mayo de 2022 y anunció que Christian Bale interpretaría a Gorr. También se reveló que Jaimie Alexander retomaría su papel como Sif de las dos primeras películas de Thor, junto a otros miembros y aliados de los Guardianes de la Galaxia: Pom Klementieff como Mantis, Dave Bautista como Drax el Destructor, Karen Gillan como Nebula, y Sean Gunn como Kraglin Obfonteri. Gunn también proporcionó referencias en el set de captura de movimiento para el miembro de los Guardianes, Rocket. Matt Damon también participó en la película, después de tener un cameo en Thor: Ragnarok como un actor que interpreta a Loki. Recibió un permiso especial para ingresar a Australia, a pesar de las estrictas restricciones de viaje del país durante la pandemia, ya que Love and Thunder proporcionaba trabajo a los australianos. Esto recibió críticas, ya que se percibió que Damon, quien viajaba con su familia, había recibido un trato preferencial para ingresar cuando muchos ciudadanos australianos en el extranjero no habían podido regresar al país. Sam Neill, quien apareció junto a Damon en Ragnarok como un actor interpretando a Odín, dijo que había una buena posibilidad de que él también estuviera en la película, siempre que pudiera viajar de Nueva Zelanda a Australia durante la pandemia.
La diseñadora de vestuario, Mayes C. Rubeo se centró en hacer ropa que reflejara fielmente los cómics y se ajustara a la mitología de Thor en la película. Para hacer el vestuario de Foster se necesitaron 10 construcción en set. Rubeo creó el traje de Foster "basado en los viejos cómics" manteniendo sus atributos heroicos, con tecnología avanzada que era "flexible y versátil". Como Portman era vegana, su disfraz estaba hecho de plástico sintético. Para diferenciar a Foster de Thor, Rubeo agregó "tonos plateados metálicos y rojos más intensos" al traje de Foster, ya que el de Thor usaba "nuevos colores", así como su casco alado.
Rubeo creó 25 trajes para Hemsworth. Estos incluían muchos tipos de uniformes típicos de Thor en los que Rubeo integró "colores más vibrantes, como rojos, azules y dorados metálicos para combinar con la estética exagerada de la película". El traje de Thor de los años 80 fue influenciado por el personaje de Kurt Russell en Big Trouble in Little China (1986), y sus otros trajes hicieron más "más llamativo" en comparación con el de Foster. El traje de Gorr durante el proceso de drapeado se inspiró en la escultura clásica. Para lograr un "gran contraste con los colores vibrantes" utilizados por otros personajes, Rubeo aplicó blanco a su disfraz en lugar de negro, reflejando su naturaleza sobrenatural. Rubeo compró 50 yardas (45,7 m) de lino para ocultar el rigger del disfraz y el sistema de calefacción, ventilación y aire acondicionado; Esto evitó que Bale se sobrecalentara. Los maestros del cuero Augusto y Giampaolo Grassi fueron contratados para hacer una coraza para Zeus de Russell Crowe usando pan de oro.

### Rodaje
La fotografía principal comenzó el 26 de enero de 2021, en Fox Studios Australia en Sídney, bajo el título provisional The Big Salad. Barry "Baz" Idoine se desempeñó como director de fotografía, luego de trabajar previamente con Waititi en la serie The Mandalorian. La película se retrasó desde una primera fecha de inicio de agosto de 2020 debido a la pandemia de COVID-19. Industrial Light & Magic proporcionó la misma tecnología StageCraft de producción virtual utilizada en la serie The Mandalorian, distribuida por Disney+, en la que Waititi se desempeñó como director, creando un espacio de volumen personalizado en Fox Studios Australia. El espacio cuenta con más paneles led y ofrece una resolución más alta que la creada originalmente para The Mandalorian. Waititi también usó la tecnología PlateLight de Satellite Lab (después de haber usado previamente su tecnología Dynamiclight en Ragnarok), que es una plataforma especial para capturar múltiples configuraciones de iluminación simultáneamente en una sola toma a una alta velocidad de cuadros, lo que le permite seleccionar el montaje de iluminación que le gustaría en posproducción. Waititi creía que podía filmar Love and Thunder de manera más eficiente que Ragnarok, debido a que ya tenía experiencia trabajando en una película de Marvel Studios.
El rodaje también se llevó a cabo en el Centennial Park de Sídney a principios de febrero de 2021, con Klementieff, Gillan, Bautista y Pratt completando sus escenas poco después. A principios de marzo de ese año, las fotos del set revelaron que Damon y Neill estaban retomando sus papeles como los actores asgardianos que interpretan a Loki y Odín, respectivamente, junto con Luke Hemsworth en su papel de Ragnarok como el actor que interpreta a Thor. También se reveló que Melissa McCarthy interpretaba a una actriz que interpretaba a Hela, junto a su esposo Ben Falcone en un papel no revelado; estos cameos eran para una secuencia en la que los actores recrean escenas de Ragnarok. Damon filmó su papel durante dos días. Jamie Alexander completó el rodaje de sus escenas a finales de mes, mientras que se confirmó que Goldblum aparecería como el Gran Maestro y también se reveló que Russell Crowe interpretaría a Zeus en un «cameo divertido». Crowe originalmente iba a interpretar a Satanás en la película antes de que su personaje fuera cambiado a Zeus. Más tarde, Septimus Caton interpretaría a Satanás y se sometería a pruebas de maquillaje y prótesis, pero el personaje no aparece en la película. Crowe terminó de filmar sus escenas en abril. A principios de mayo, Waititi dijo que quedaban cuatro semanas de rodaje, mientras que Idoine dijo que continuaría trabajando en la película hasta finales de 2021. El rodaje concluyó el 1 de junio de 2021, momento en el que Neill reveló que la cantante Jenny Morris aparecería en la película. Goldblum y Peter Dinklage, quien estaba listo para repetir su papel como Eitri de Infinity War, tuvieron sus escenas eliminadas del estreno en cines, al igual que Lena Headey, a quien Waititi se acercó para un papel en la película.

### Posproducción
Waititi dijo a principios de junio de 2021 que la posproducción se completaría en febrero de 2022. Más tarde ese mes, se confirmó que Vin Diesel volvería a interpretar su papel de Groot en la película. En octubre de 2021, la fecha de estreno de la película se retrasó hasta el 8 de julio de 2022, mientras se reveló que Simon Russell Beale aparecería en la película. A principios de 2022 se realizaron fotografías adicionales para la película. A principios de marzo, se reveló que habría nuevas filmaciones «en las próximas semanas», y se dijo que Bale había comenzado a grabar en la semana del 18 de marzo. Con el lanzamiento del avance, se confirmó que Bradley Cooper repetiría su papel como Rocket, y al mes siguiente, se reveló que Akosia Sabet aparecería como la diosa Bast. Tras la aparición de Brett Goldstein en la escena de los créditos intermedios de la película como Hércules, Waititi reveló en julio de 2022 que Feige "realmente quería que él" fuera elegido para ese rol.
Los efectos visuales de la película fueron creados por Wētā FX, Rising Sun Pictures, Framestore, Industrial Light & Magic, Method Studios, Luma Pictures, Raynault VFX, Base FX, EDI Effetti Digitali Italiani, Mammal Studios, Fin Design + Effects y Cinesite. Matthew Schmidt, Peter S. Elliot, Tim Roche y Jennifer Vecchiarello fueron los editores de la película. Perception diseñó la secuencia del título principal de la película, inspirándose en los logotipos de las bandas de rock de la década de 1980 y diseñando aproximadamente 250 fuentes personalizadas para la secuencia.

### Doblaje
| Personaje                    | Actor original   | Actor de doblaje (España) |
| ---------------------------- | ---------------- | ------------------------- |
| Thor                         | Chris Hemsworth  | Iván Labanda              |
| Jane Foster / Poderosa Thor  | Natalie Portman  | Nuria Trifol              |
| Gorr, el Carnicero de Dioses | Christian Bale   | Claudio Serrano           |
| Valquiria                    | Tessa Thompson   | Maribel Pomar             |
| Sif                          | Jaimie Alexander | Mar Nicolás               |
| Korg                         | Taika Waititi    | Pablo Gómez               |
| Zeus                         | Russell Crowe    | Jordi Boixaderas          |
| Peter Quill / Star-Lord      | Chris Pratt      | Guillermo Romero          |
| Kraglin Obfonteri            | Sean Gunn        | Alejandro García "Peyo"   |
| Nebula                       | Karen Gillan     | Cecilia Santiago          |
| Mantis                       | Pom Klementieff  | Laura Pastor              |
| Rocket                       | Bradley Cooper   | Juan Logar Jr.            |
| Drax                         | Dave Bautista    | Pedro Tena                |
| Groot                        | Vin Diesel       | Miguel Ángel Muro         |
| Darcy Lewis                  | Kat Dennings     | Danai Querol              |

## Música
En diciembre de 2021, Michael Giacchino reveló que sería el compositor de la banda sonora; previamente compuso la banda sonora de Doctor Strange (2016) y la trilogía Spider-Man del UCM, así como la película anterior de Waititi, Jojo Rabbit (2019). Hollywood Records y Marvel Music lanzaron un álbum con la banda sonora, que presenta los temas originales de Giacchino junto con la partitura compuesta por él y Nami Melumad, el 6 de julio de 2022. El sencillo «Mama's Got a Brand New Hammer», la suite principal de la película, se estrenó el 30 de junio. Waititi quería que la música reflejara la misma estética de la película con su "paleta rimbombante, ruidosa y colorida". «Sweet Child o' Mine» de Guns N' Roses aparece en la película, dado que Guns N' Roses es una de las bandas favoritas de Waititi, y ayudó a "reflejar el tipo de loca aventura que estamos presentando [visualmente]"; la canción también se usó en el marketing de la película. La película presenta la canción «Rainbow in the Dark» por Dio, según Wendy Dio, viuda del miembro de la banda Ronnie James Dio.

## Márketing
Sets de figuras Lego y Hasbro basadas en la película se revelaron en febrero de 2022, con juegos de Lego adicionales y Funko Pops revelados en abril. El teaser tráiler de la película se lanzó el 18 de abril de 2022. Los comentaristas hablaron sobre el final del adelanto, en el que se presentaba a Foster, interpretada por Natalie Portman, con el disfraz de Mighty Thor con una versión restaurada del martillo de Thor, Mjolnir. Marco Vito Oddo de Collider destacó el uso de la canción «Sweet Child O' Mine» de Guns N' Roses, que sintió «indicada». Según Oddo, Waititi mantendría la estética del hard rock que ayudó a que Thor: Ragnarok se «convirtiera en un gran éxito», mientras que Parker lo calificó como un «tráiler brillante, elegante y divertido [que] establece un tono para la película en la verdadera forma de Taika Waititi». Justin Harp de Digital Spy sintió que el humor de Thor: Ragnarok también estaba «claramente en esta película», mientras que Tom Power de TechRadar sintió que el tráiler era un "festín de glam rock intergaláctico y de superhéroes para los sentidos" y que contenía secuencias intrigantes que hicieron un buen trabajo al mostrar la película. Tanto Daniel Chin de The Ringer como Sophie Butcher de Empire destacaron el enfoque del tráiler en el viaje de autodescubrimiento de Thor, así como la falta de imágenes del Gorr de Bale. Chin comentó que el tráiler estaba «dedicado a ponerse al día con Thor mientras se redescubre a sí mismo», y estaba emocionado por la actuación de Portman como Foster; también agregó que el avance estaba «muy lejos del 'Thor' que presenciamos hace más de una década, ya que la franquicia se ha transformado en una comedia espacial en toda regla». Butcher sintió que la introspección del tráiler no era sorprendente debido a que la película se desarrolla después de Endgame, y dijo que el tráiler era breve pero emocionante. El avance tuvo 209 millones de visitas globales en sus primeras 24 horas, convirtiéndose en el séptimo avance más visto en ese período de tiempo.
Se lanzó un segundo tráiler el 23 de mayo de 2022, durante el Juego 4 de las Finales de la Conferencia Este de la NBA. Muchos comentaristas destacaron la aparición de Bale como Gorr, el Carnicero de Dioses en el tráiler. Eric Francisco de Inverse notó el tono cómico similar de Ragnarok mientras agregaba «algunos tonos más oscuros» con la inclusión de Gorr. Dijo que Bale trajo una «visión absolutamente terrorífica de Gorr, el Carnicero de Dioses a la pantalla», y agregó que parecía que Hemsworth estaba listo para pasarle el manto de Thor a Portman. Jennifer Ouellette de Ars Technica señaló que las escenas de Gorr presentaban una paleta de colores diferente, mostrándose «principalmente en tonos grises», lo que, en su opinión, hacía que el contraste entre otros personajes fuera «más marcado». Zach Seemayer de Entertainment Tonight sintió que el tráiler «les da a los fanáticos todo lo que esperaban de los breves destellos de momentos importantes del primer tráiler en abril», citando escenas con Mighty Thor de Portman, Thor «haciendo honor a su título de "Vikingo espacial"» y las imágenes de Gorr. Del mismo modo, Sam Barsanti y William Hughes de The A.V. Club también destacaron al Thor de Natalie Portman y a Hemsworth, la apariencia de Gorr, y otros momentos cómicos en el tráiler, como cuando Thor está desnudo después de que Zeus de Crowe expone su disfraz. Scott Mendelson de Forbes llamó al tráiler «el trato real» en comparación con el adelanto, y notó similitudes con Masters of the Universe, pero sintió que era «un poco deprimente» que Thor siguiera suspirando por Foster, y Foster aparentemente hiciera lo mismo por él, años después de su primer encuentro, con la esperanza de que los dos «especímenes de citas A+ hubieran seguido adelante». Destacó cómo las escenas de Gorr jugaban con el color y el contraste, y la «interacción» entre Foster y Valkyrie. Imágenes de la película también se incluyeron en la presentación de CineEurope de 2022.
Ulta Beauty se asoció con Marvel Studios para crear una colección de maquillaje basada en la película. El 9 de julio de 2022, Waititi y Thompson aparecieron en la serie de Vanity Fair, Notes on a Scene, que analiza la escena "Taste the Rainbow". El video recibió críticas por lo que algunos espectadores percibieron que Waititi y Thompson se "burlaban" de los efectos visuales, el mismo día que varios artistas de efectos visuales que trabajaban para Marvel se pronunciaron en contra de que las producciones del estudio les "pagaran mal" y les "excedieran de trabajo".

## Estreno

### En cines
Thor: Love and Thunder tuvo su estreno mundial en El Capitan Theatre en Hollywood, el 23 de junio de 2022. La película se estrenó en cines en Australia el 6 de julio de 2022 en el Reino Unido, Irlanda y Nueva Zelanda el 7 de julio y en Estados Unidos el 8 de julio de 2022, en 4DX, RealD 3D, IMAX, ScreenX, y Dolby Cinema. Anteriormente, estaba programada para estrenarse el 5 de noviembre de 2021, pero se retrasó hasta el 18 de febrero de 2022 debido a la pandemia de COVID-19. Luego se adelantó una semana, al 11 de febrero, una vez que Doctor Strange en el multiverso de la locura fuera reprogramada de la fecha de noviembre de 2021 a marzo de 2022, y se retrasó una vez más al 6 de mayo de 2022, en diciembre de 2020, antes de cambiar a la fecha de julio de 2022 en octubre de 2021. Forma parte de la Fase Cuatro del Universo cinematográfico de Marvel (UCM). El Capitan Theatre organizó dos proyecciones sensoriales inclusivas de la película en julio de 2022, con registro rápido, un vestíbulo "tranquilo", capacidad reducida y bolsas de regalo para invitados con artículos para ayudar con la ansiedad.
La película no se estrenó en Malasia, Brunei, Kuwait, Baréin, Arabia Saudita, Egipto, Omán, Catar, y Jordania debido a que contiene elementos LGBT. Variety informó que el estreno en Malasia no se llevó a cabo porque Disney se negó a realizar cortes en la película solicitados por la Junta de Censura Cinematográfica de Malasia. El gobierno de Malasia confirmó que esto se debió a que los elementos LGBT no se eliminaron de la película.

### Medios domésticos
Thor: Love and Thunder se estrenó en Disney+ el 8 de septiembre de 2022, como parte del Disney+ Day, con la opción de ver la película versión de la película o una versión IMAX mejorada. Fue lanzada por Walt Disney Studios Home Entertainment en Ultra HD Blu-ray, Blu-ray , y DVD el 27 de septiembre. Los medios domésticos incluyen comentarios de audio, escenas eliminadas, un rollo de broma y varios largometrajes detrás de escena. Según el agregador de streaming JustWatch, Thor: Love and Thunder fue la tercera película más reproducida en los Estados Unidos en 2022.

## Recepción

### Taquilla
Thor: Love and Thunder recaudó 343,2 millones de dólares en Estados Unidos y Canadá y 417,7 millones en otros territorios, para un total mundial de 760,9 millones de dólares Es la octava película con mayor recaudación de 2022. El primer fin de semana de la película ganó 303,3 millones de dólares en todo el mundo, de los cuales IMAX contribuyó con 23 millones de dólares, lo que la convirtió en el tercer estreno más grande de todos los tiempos en julio para el formato. Deadline Hollywood calculó la ganancia neta de la película en $103 millones, teniendo en cuenta los presupuestos de producción, marketing, participación de talentos y otros costos; los ingresos brutos de taquilla y los ingresos de los medios domésticos lo ubicaron en el noveno lugar de su lista de los "éxitos de taquilla más valiosos" de 2022.
En los Estados Unidos y Canadá, se proyectó que la película recaudaría entre 140 y 167 millones de dólares en 4375 salas de cine en su primer fin de semana, junto con una recaudación total de entre 345 y 420 millones de dólares. La película ganó 69,5 millones de dólares en su primer día, que incluyeron 29 millones de dólares de los avances del jueves por la noche. Esto marcó el segundo día de estreno más alto y la noche de vista previa de 2022, detrás de la película compañera del MCU, Doctor Strange in the Multiverse of Madness, así como el quinto día de estreno más alto para una película del MCU. Su primer fin de semana recaudó 144,2 millones de dólares, que fue el mayor debut de la franquicia Thor, el duodécimo más grande para el MCU y el tercero más grande para 2022, detrás de Multiverse of Madness ($187,4 millones) y Jurassic World: Dominion ($145 millones). De la cifra de $144,2 millones, más de $13,8 millones provinieron de IMAX, lo que lo convierte en el quinto debut de julio más alto de todos los tiempos para el formato a nivel nacional. Love and Thunder también fue la sexta película en la pandemia de COVID-19 en ganar más de 10 millones de entradas en el cine en su primer fin de semana. Su segundo fin de semana recaudó $46,6 millones, una disminución de casi el 68%, lo que representa una de las caídas de fin de semana de segundo año más grandes del MCU. Deadline Hollywood lo atribuyó a su calificación CinemaScore y a la recepción generalmente mixta de la crítica y el público. En su tercer fin de semana, la película recaudó 22,6 millones de dólares y terminó en segundo lugar detrás de la recién estrenada  Nope.
Fuera de América del Norte, Love and Thunder recaudó $15,7 millones en 17 mercados en su día de estreno, superando los resultados generales del primer día de Thor: Ragnarok (2017) en un 39%. Su ingreso bruto de fin de semana fue de $159,2 millones en 47 mercados, lo que lo convierte en el noveno debut en el extranjero más grande del MCU y el tercero más grande para cualquier película de Hollywood estrenada en la pandemia de COVID-19. Superó la apertura de Ragnarok en un 19%. IMAX contribuyó con $9,2 millones al fin de semana, convirtiéndose en el tercer debut más grande de julio en el extranjero. También estableció varios hitos de taquilla pandémica en su primer fin de semana, marcando la segunda apertura pandémica más alta en Australia, Nueva Zelanda y Filipinas, mientras que obtuvo la tercera más alta en numerosos territorios, incluidos Brasil, Italia, Tailandia, Singapur y Argentina. Al 24 de julio de 2022, los mercados más importantes de la película son el Reino Unido (31,5 millones de dólares), Australia (25,5 millones de dólares), México (23,2 millones de dólares), Corea del Sur (22,3 millones de dólares) y Brasil (17,2 millones de dólares).

### Respuesta crítica
En el sitio web del agregador de reseñas, Rotten Tomatoes, la película posee un índice de aprobación del 63 %, con una calificación media de 6.4/10, basada en 432 críticas. El consenso del sitio web dice: «En cierto modo, Thor: Love and Thunder se siente como Thor: Ragnarok traído de vuelta, pero en general, ofrece suficiente diversión de ritmo rápido para hacer de esta una adición digna al UCM». Metacritic, que utiliza una media ponderada, ltiene una puntuación media de 57 sobre 100 basada en 64 críticas, lo que indica "reseñas mixtas o promedio". Las audiencias encuestadas por CinemaScore le dieron a la película una calificación promedio de "B+" en una escala de A+ a F, y PostTrak informó que el 77 % de los miembros de la audiencia le dieron una puntuación positiva, y el 63 % dijo que definitivamente la recomendaría.
En las primeras reacciones a la película, Screen Rant señaló que se elogiaron las actuaciones de Christian Bale y Natalie Portman. Owen Gleiberman de Variety dijo que hay "muchas palabras para describir [Thor: Love and Thunder]", afirmando que "la comedia es parte del paquete" que hizo de Ragnarok "tan una genuina flor silvestre de Marvel". Gleiberman escribió que la película "mantiene su frescura" hasta el final, aunque comenzó con un primer acto "más incómodo" con Guardianes de la Galaxia. También elogió la caracterización de Gorr, una "[introducción poderosa]", y concluyó la reseña diciendo que se sintió "conmovido" al final. David Ehrlich de IndieWire elogió la película por su tono ligero y momentos humorísticos, y escribió que "[Taika] Waititi continúa alegrando las películas de Thor con su propio sabor de locura, que es tan bienvenido aquí como irritante en Jojo Rabbit". Sin embargo, señaló que la película "está nublada por su lugar incierto en el universo desde el momento en que comienza". Nick Allen en RogerEbert.com le dio a la película 3 de 4 estrellas, afirmando que fue "más o menos una vuelta de la victoria por todo lo que [Waititi] logró con su película anterior de Marvel, la a menudo hilarante, conmovedora y simplemente refrescante Thor: Ragnarok. Y aunque tiene demasiadas florituras y bromas familiares, esta entretenida secuela sigue siendo una fuerza para el bien, con suficiente ambición visual y corazón delante y detrás de la cámara para valerse por sí misma". Elogió la actuación de Natalie Portman que "transmite por qué es genial volver a ver a Jane" y el papel "sorprendente" de Christian Bale que consideró "lo más cerca que estaremos de verlo interpretar al Pennywise el Payaso, con una pizca de Voldemort, pero ligado a la misma humildad que [él] aporta a sus personajes más humanos y humildes".
Todd Gilchrist en The A.V. Club calificó la película con una 'B', sintiendo que sí "[revisó] el tono descarado y sentimental del casi universalmente amado Thor: Ragnarok, e impulsa a su héroe homónimo a nuevas aventuras que cierran el círculo un viaje que comenzó con la primera y mucho menos amada Thor allá por 2011". Elogió las actuaciones de Portman y Bale, y el personaje de este último fue considerado "el adversario de Marvel más interesante y simpático desde Killmonger de Michael B. Jordan en Black Panther", y las "imágenes distintivas [en la película] de Waititi que pueden perturbar y molestar a algunos espectadores", superando los logros de Sam Raimi en Doctor Strange in the Multiverse of Madness (2022). Leah Greenblatt en Entertainment Weekly también otorgó una calificación similar, sintiendo que aunque "su alegre mezcla de cameos estrellados, bromas internas y mitología de Cliffs-Notes, se parece mucho a la fatiga de la franquicia, también tiene momentos frecuentes de encanto gonzo, gracias en gran parte a la locura Technicolor del escritor y director [Waititi] y un elenco que parece excesivamente dispuesto a seguir su ejemplo".
David Rooney de The Hollywood Reporter declaró: "La película se siente ingrávida, frívola, instantáneamente olvidable, sin despertar ni amor ni truenos". David Sims de The Atlantic sintió que la película presentaba una "acción habitual salpicada de relámpagos y chistes, pero esta vez, no hay suficiente peso detrás de la ostentación". Le pareció una "película que se siente apresurada" y "decepcionante dado que está dirigida por [Waititi]", aunque elogió las actuaciones de Bale y Russell Crowe. David Fear of Rolling Stone sintió que la película era "extrañamente poco atractiva; incluso los aspectos del amor y la muerte a menudo se sienten como transmisiones frías de fuentes distantes". Lo vio como un desastre debido a la "colisión de tonos en competencia, tramas secundarias, grandes cambios conceptuales y caos disfrazado de patetismo". Eric Francisco en Inverse encontró al Thor de Chris Hemsworth en la película volviéndose "serpenteante, dejado en el purgatorio de una historia indirecta que tiene cierto sentido en el papel pero en la ejecución no logra mantener la viscosidad", sintiendo que Marvel "ya no sabe qué hacer con [el personaje]". Sintió que a pesar de "esforzarse por una historia emotiva sobre la pérdida y el amor, la película se interpone en su propio camino con una comedia aburrida e implacable, una trama distraída y un tono irregular". Richard Roeper del Chicago Sun-Times le dio a la película 2 de 4 estrellas, llamándola "una de las sagas más tontas y menos trascendentes en la historia del MCU, una historia supuestamente salvaje y alocada pero finalmente decepcionante y capítulo inconexo en la historia en curso del Dios del Trueno, que parece volverse más despistado con cada película que pasa".
En la sesión de preguntas y respuestas del estreno en Londres, en respuesta a la pregunta "¿Qué tan gay será la película?" Waititi exclamó que sería "súper gay"; los críticos y cinéfilos que vieron la película expresaron su decepción porque esta afirmación era falsa y que Marvel queerbaiting a la audiencia. Jade King de TheGamer sintió que no se cumplieron las expectativas del público queer de "personajes y temas LGBTQ+ prominentes" en Thor: Love and Thunder, y escribió que "los creadores de la película han estado hablando mucho sobre la representación LGBTQ+ cuando no es realmente una parte masiva de la experiencia. [...] es hora de moderar tus expectativas y dejar de dejar que Marvel continúe desilusionándonos".
En junio de 2023, Hemsworth comentó sobre la respuesta de la película y dijo: "Creo que nos divertimos demasiado. Se volvió demasiado tonto. Siempre es difícil estar en el centro y tener una perspectiva real [...] no sé cómo va a responder la gente".

### Reconocimientos
| Premio                          | Fecha de ceremonia      | Categoría                                                                   | Receptor(es)                                                   | Resultado | Ref(s)                  |
| ------------------------------- | ----------------------- | --------------------------------------------------------------------------- | -------------------------------------------------------------- | --------- | ----------------------- |
| AACTA Awards                    | 7 de diciembre de 2022  | Mejores efectos visuales o animación                                        | Jake Morrison, Lisa Marra, Dan Oliver, Dan Bethell, y Ian Cope | Nominados | [ 208 ] [ 209 ] [ 210 ] |
| AACTA Awards                    | 7 de diciembre de 2022  | Premio del Público a la Mejor Película                                      | Thor: Love and Thunder                                         | Nominada  | [ 208 ] [ 209 ] [ 210 ] |
| AACTA Awards                    | 7 de diciembre de 2022  | Premio del Público al Mejor Actor                                           | Chris Hemsworth                                                | Nominado  | [ 208 ] [ 209 ] [ 210 ] |
| Costume Designers Guild Awards  | 27 de febrero de 2023   | Excelencia en Cine fantástico                                               | Mayes C. Rubeo                                                 | Nominado  | [ 211 ]                 |
| Critics' Choice Super Awards    | 16 de marzo de 2023     | Mejor película de Superhéroes                                               | Thor: Love and Thunder                                         | Nominada  | [ 212 ]                 |
| Critics' Choice Super Awards    | 16 de marzo de 2023     | Mejor actriz en una película de Superhéroes                                 | Natalie Portman                                                | Nominada  | [ 212 ]                 |
| Golden Trailer Awards           | 29 de junio de 2023     | Mejor Comedia                                                               | Thor: Love and Thunder (Buddha Jones)                          | Nominado  | [ 213 ] [ 214 ]         |
| Golden Trailer Awards           | 29 de junio de 2023     | Mejor aventura de fantasía                                                  | Thor: Love and Thunder (Buddha Jones)                          | Nominado  | [ 213 ] [ 214 ]         |
| Golden Trailer Awards           | 29 de junio de 2023     | Mejor anuncio de animación/TV familiar (para un largometraje)               | Thor: Love and Thunder (Buddha Jones)                          | Nominado  | [ 213 ] [ 214 ]         |
| Golden Trailer Awards           | 29 de junio de 2023     | Mejor anuncio de televisión de aventuras fantásticas (para un largometraje) | Thor: Love and Thunder (Buddha Jones)                          | Nominado  | [ 213 ] [ 214 ]         |
| Golden Trailer Awards           | 29 de junio de 2023     | Mejor Digital - Aventura de fantasía                                        | "Colour War"                                                   | Nominada  | [ 213 ] [ 214 ]         |
| Golden Trailer Awards           | 29 de junio de 2023     | Mejor Detrás de escena/EPK para un largometraje (menos de 2 minutos)        | "A Taika Waititi Adventure" (Tiny Hero)                        | Nominado  | [ 213 ] [ 214 ]         |
| Hollywood Music in Media Awards | 16 de noviembre de 2022 | Mejor partitura original en una película de ciencia ficción/fantasía        | Michael Giacchino                                              | Nominado  | [ 215 ]                 |
| Nickelodeon Kids' Choice Awards | 4 de marzo de 2023      | Actor de cine favorito                                                      | Chris Hemsworth                                                | Nominado  | [ 216 ]                 |
| Nickelodeon Kids' Choice Awards | 4 de marzo de 2023      | Actriz de cine favorita                                                     | Natalie Portman                                                | Nominado  | [ 216 ]                 |
| People's Choice Awards          | 6 de diciembre de 2022  | Película de 2022                                                            | Thor: Love and Thunder                                         | Nominada  | [ 217 ]                 |
| People's Choice Awards          | 6 de diciembre de 2022  | Película de acción de 2022                                                  | Thor: Love and Thunder                                         | Nominada  | [ 217 ]                 |
| People's Choice Awards          | 6 de diciembre de 2022  | Estrella de cine masculina de 2022                                          | Chris Hemsworth                                                | Ganador   | [ 217 ]                 |
| People's Choice Awards          | 6 de diciembre de 2022  | Estrella de cine de acción de 2022                                          | Chris Hemsworth                                                | Nominado  | [ 217 ]                 |
| Saturn Awards                   | 25 de octubre de 2022   | Mejor película de superhéroes                                               | Thor: Love and Thunder                                         | Nominada  | [ 218 ] [ 219 ]         |
| Saturn Awards                   | 25 de octubre de 2022   | Mejor Vestuario de Cine                                                     | Mayes C. Rubeo                                                 | Nominado  | [ 218 ] [ 219 ]         |
| Saturn Awards                   | 25 de octubre de 2022   | Mejor maquillaje de cine                                                    | Matteo Silvi y Adam Johansen                                   | Nominado  | [ 218 ] [ 219 ]         |

## Especial documental
En febrero de 2021, se anunció la serie documental Marvel Studios: Assembled. El especial para esta película, Assembled: The Making of Thor: Love and Thunder se estrenó en Disney+ el 8 de septiembre de 2022, como parte del Disney+ Day.

## Futuro
Waititi no sabía que el lema "Thor regresará" se agregó al final de la película. Waititi estaba abierto a dirigir otra película Thor si Hemsworth también estuviera involucrado, afirmando que la historia tendría que ser "algo sorprendente e inesperado", sugiriendo una película de viaje por carretera de bajo presupuesto sin escenas de lucha, similar a Nebraska (2013). Hemsworth esperaba que una futura entrega tuviera un "tono drásticamente diferente" que "cerraría el libro" sobre el personaje. En junio de 2023, Hemsworth dijo que en conversaciones informales se habían discutido posibles ideas para futuras apariciones del personaje. También explicó que le gustaría volver a Thor si todos los creativos pudieran encontrar otra forma de reinventar el personaje nuevamente para mantener la experiencia "un poco impredecible" para no quedarse obsoleto con el público. Waititi señaló en Titan Books Thor: Love and Thunder - The Official Movie Special Book, que se publicó en agosto de 2023, que cualquier película adicional de Thor necesitaría continuar la evolución del personaje " pero aún de una manera muy divertida y todavía dándole cosas a las que enfrentarse", y necesitaría tener un villano más poderoso que Hela, quien apareció en Ragnarok. En noviembre de 2023, Waititi confirmó que no participaría en una quinta película Thor.